# La Fureur de perdre
La Fureur de perdre (The Losing Edge en version originale) est le cinquième épisode de la neuvième saison de la série animée South Park, ainsi que le 130e épisode de l'émission.

## Synopsis
Kyle, Stan, Cartman, Kenny et les autres enfants de South Park sont obligés de jouer au baseball mais ils trouvent ce sport particulièrement ennuyeux. Un jour, ils apprennent qu'en gagnant un match de sélection, ils devront jouer tout l'été. Naît alors en eux une terrible fureur de perdre.